# Rhaphidophora waria
Rhaphidophora waria är en kallaväxtart som beskrevs av Peter Charles Boyce. Rhaphidophora waria ingår i släktet Rhaphidophora och familjen kallaväxter. Inga underarter finns listade.